# Jacques Sernas
Jacques Sernas, geboren als Jokūbas Bernardas Šernas (Kaunas, 30 juli 1925 – Rome, 3 juli 2015) was een Frans acteur van Litouwse afkomst.

## Leven en werk
Sernas werd geboren in 1925 als zoon van Jokūbas Šernas (1888-1926), minister van Justitie in Litouwen, en van een Russische moeder afkomstig uit Sint-Petersburg. Zijn vader overleed toen hij slechts een jaar oud was. Met zijn moeder verhuisde hij naar Parijs. Tijdens de Tweede Wereldoorlog zat hij in de Résistance. Hij werd gevangengenomen door de Duitsers en gedeporteerd naar Buchenwald (juli 1944-april 1945). 
Na de oorlog versloeg hij gedurende enkele weken het proces van Neurenberg voor de krant Combat. Hij vatte ook studies geneeskunde aan. Ondertussen verdiende hij zijn kost met allerhande jobs zoals nachtwaker in een hotel, kelner, skimonitor, drager en bokser. 
Ten slotte besloot hij acteur te worden. Met zijn blonde haren, zijn atletische gestalte en zijn elegante noordse verschijning was hij voorbestemd om de held te spelen in sandalenfilms, mantel-en-degenfilms, westerns en misdaadfilms. Hij was te zien in een honderdtal films, televisiefilms en series. 
In 1946 vernam Sernas dat een Franse filmproducent een bokser zocht voor een film met Jean Gabin. Tijdens de auditie werd hij opgemerkt door Gabin zelf. Hij debuteerde  aan zijn zijde in een figurantenrol in de misdaadfilm Miroir. 
Sernas acteerde vooral in Italiaanse films waarin hij een waardig en origineel alternatief bood voor de plaatselijke latin lovers. Zijn doorbraak had hij te danken aan het drama Gioventù perduta (1948) waar hij voor het vertolken van een van de hoofdrollen een Nastro d'argento kreeg. 
Zijn eerste belangrijke hoofdrol en wellicht zijn bekendste rol was die van Paris in de sandalenfilm Helen of Troy (1956). In een van zijn laatste rollen, in de biografische televisiefilm John XXIII: The Pope of Peace (2002), gaf hij gestalte aan de Franse kardinaal Maurice Feltin.
Over het privéleven van Sernas is weinig geweten. In juni 1955 huwde hij met de Italiaanse journaliste Maria Stella Signorini. In 1956 werd hun dochter Francesca geboren. 
Sernas overleed in 2015 op bijna 90-jarige leeftijd.

## Filmografie (kleine selectie)
- 1947 - Miroir (Raymond Lamy)
- 1948 - La Révoltée (Marcel L'Herbier)
- 1948 - Gioventù perduta (Pietro Germi)
- 1948 - Il mulino del Po (Alberto Lattuada)
- 1949 - Jean de la Lune (Marcel Achard)
- 1951 - Barbe-Bleue (Christian-Jaque)
- 1952 - Camicie rosse (Francesco Rosi en Goffredo Alessandrini)
- 1953 - L'Envers du paradis (Edmond T. Gréville)
- 1953 - Maddalena (Augusto Genina)
- 1954 - Terra straniera (Sergio Corbucci)
- 1955 - Jump into Hell (David Butler)
- 1956 - Helen of Troy (Robert Wise)
- 1958 - Nel segno di Roma (Guido Brignone)
- 1959 - Le notti di Lucrezia Borgia (Sergio Grieco)
- 1960 - La dolce vita (Federico Fellini)
- 1960 - Un amore a Roma (Dino Risi)
- 1961 - Romolo e Remo (Sergio Corbucci)
- 1962 - Il figlio di Spartacus (Sergio Corbucci)
- 1963 - Il giorno più corto (Sergio Corbucci)
- 1963 - 55 Days at Peking (Nicholas Ray)
- 1965 - The Dirty Game (Terence Young, Christian-Jaque en anderen)
- 1966 - Per pocchi dollari ancora (Giorgio Ferroni)
- 1978 - L'ultimo sapore dell'aria (Ruggero Deodato)
- 1981 - La pelle (Liliana Cavani)
- 1984 - L'Addition (Denis Amar)
- 1990 - L'avaro (Tonino Cervi)
- 1990 - L'africana (Margarethe von Trotta)

- Biblioteca Nacional de España: XX1597333
- Bibliothèque nationale de France: cb14043708z (data)
- Gemeinsame Normdatei: 1062468694
- International Standard Name Identifier: 0000 0003 6295 3854
- Library of Congress Control Number: no2010106568
- Nationale Bibliotheek van Israël: 987007362210505171
- Système universitaire de documentation: 061389153
- Virtual International Authority File: 224844526
- WorldCat: E39PBJpV4c7ffPQkHt9rMX8XBP